# Duché de Gênes
1815–1848
Entités précédentes :
- République de Gênes

Entités suivantes :
- Royaume de Sardaigne :
- Province de Nice
- Province de Gênes

Le duché de Gênes recouvrait des territoires de l'ancienne république de Gênes attribués au royaume de Sardaigne par le congrès de Vienne en 1815. Le peuple ligure se soulève et le duché est finalement dissous après la fusion parfaite de 1848 et divisé entre les provinces de Gênes et de Nice.

## Territoire
Le duché de Gênes recouvrait les territoires suivants :
- L'ancienne république de Gênes (en italien : Repubblica di Genova) ;
- L'île de Capraia (en italien : isola di Capraia) ;
- Les anciens fiefs impériaux (en italien : Feudi imperiali) qui avaient été réunis à l'ancienne République ligurienne (en italien : Repubblica Ligure).

## Administration
Le roi de Piémont-Sardaigne abroge la législation française en vigueur dans les départements français d'Italie et la remplace par un code instauré spécialement : Il regolamento de S.M. per li materie civili e criminali, di Ducato di Genova, promulgué le 13 mai 1815 avec ordre au sénat de Gênes de l'enregistrer et de le faire observer.
Par un édit de 1822, la justice, dépendant du sénat de Gênes, est administrée par 7 tribunaux de préfecture : Gênes, Bobbio, Chiavari, Finale Marina, Novi Ligure, Sarzana et Savone.
En 1833, le duché de Gênes est une des huit intendances générales des États de Terre-Ferme qui sont en même temps des divisions militaires. Elle comprend les provinces de Gênes, Savone, Cairo Montenotte, Albenga, Finale Marina, Gavi, Bobbio, Chiavari, La Spezia et Sarzana.

## Titulature
Le titre de duc de Gênes fait partie de la titulature des rois de Sardaigne, qui est par la grâce de Dieu, roi de Sardaigne, de Chypre (sic) et de Jérusalem (sic), duc de Savoie, de Gênes et de Montferrat, prince de Piémont.

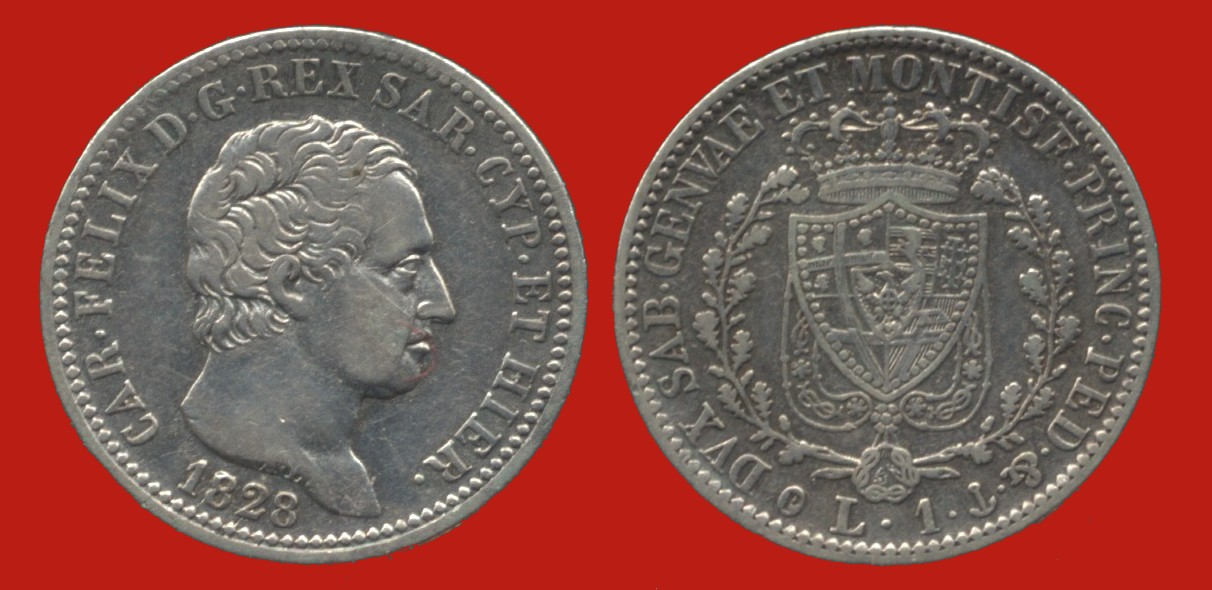
Pièce de 1828 (revers) : DUX SAB•GENVAE ET MONTISF• (en latin) : duc de Savoie, de Gênes et de Montferrat.
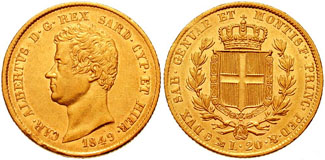
Pièce de 1849.
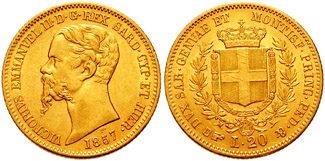
Pièce de 1857.